# Bithynia kastorias
Bithynia kastorias is een slakkensoort uit de familie van de Bithyniidae. De wetenschappelijke naam van de soort is voor het eerst geldig gepubliceerd in 2007 door Gloer, Albrecht & Wilke.